# Попов Маркіан Михайлович
Попо́в Маркіа́н Миха́йлович (2 (15) листопада 1902 — 22 квітня 1969) — радянський воєначальник, генерал армії (з 1943 року; в 1944 році понижений у званні; відновлений в 1953 році), Герой Радянського Союзу (наказ від 7 травня 1965 року). Депутат Верховної Ради СРСР 2—6-го скликань (в 1946—1966 роках). Член Центральної Ревізійної Комісії ВКП(б) в 1941—1952 р. Член ЦК КП(б)У в 1949—1952 і 1954—1956 роках.

## Біографія
З 1920 року служив у Червоній армії. 1921 року став членом ВКП(б).
Закінчив у 1922 році піхотні командні курси, у 1925 році — курси «Постріл», у 1936 році — Військову академію імені Фрунзе.
З 1922 року — командир взводу, помічник командира роти, помічник начальника і начальник полкової школи, командир батальйону, інспектор навчальних закладів Московського військового округу. З 1936 року — начальник штабу механізованої бригади, 5-го механізованого корпусу, заступник командувача, начальник штабу, а з липня 1939 року — командувач 1-ю Окремою Червонопрапорною Далекосхідною армією. З січня 1941 року — командувач військами Ленінградського військового округу.
Із 24 червня по 23 серпня 1941 року — командувач військами Північного фронту. Із 23 серпня по 5 вересня 1941 року командував Ленінградським фронтом. Знятий з посади за невдалі бойові дії і прорив німецьких військ до Ленінграду.
З листопада 1941 року командував 61-ю армією, з липня 1942 року командував 40-ю армією, з жовтня 1942 — заступник командувач військами Сталінградського, Південно-Західного фронтів. З грудня 1942 року командував 5-ю ударною армією. У квітні — травні 1943 — командувач військами Резервного фронту і Степового військового округу. У червні — жовтні 1943 — командувач військами Брянського фронту. У жовтні 1943 — квітні 1944 — командувач військами Прибалтійського, 2-го Прибалтійського фронтів. Знятий з посади командувача через провал наступу у Прибалтиці та зловживання спиртними напоями, понижений у званні до генерал-полковника. У 1944—1945 — начальник штабу військ Ленінградського, потім 2-го Прибалтійського фронтів.
У 1945 — 1946 — командувач військами Львівського військового округу. У 1946 — 1954 — командувач військами Таврійського військового округу.
З січня 1955 року — заступник начальника, начальник Головного управління бойової підготовки Сухопутних військ. З серпня 1956 року — начальник Головного штабу і 1-й заступник головнокомандувача Сухопутних військ. З 1962 року — військовий інспектор-радник Групи генеральних інспекторів Міністерства оборони СРСР.
Загинув від нещасного випадку (отруївся чадним газом).